# Gephyromantis cornutus
Espèce
Synonymes
- Mantidactylus cornutus Glaw & Vences, 1992

Statut de conservation UICN

 VU B1ab(iii) : Vulnérable
Gephyromantis cornutus est une espèce d'amphibiens de la famille des Mantellidae.

## Répartition

Aire de répartition de Gephyromantis cornutus.

Cette espèce est endémique de Madagascar. Elle se rencontre entre 850 et 1 200 m d'altitude dans le centre-Est de l'île.

## Publication originale
- Glaw & Vences, 1992 : A Fieldguide to the Amphibians and Reptiles of Madagascar, p. 1-331  (ISBN 3-929449-00-5) (texte intégral).